# Phare de Port Boca Grande
Le phare de Port Boca Grande (en anglais : Port Boca Grande Light) est un phare situé à l'extrémité sud de Gasparilla Island (en) à Boca Grande, dans le comté de Lee en Floride. Il fait partie du Parc d'État de Gasparilla Island.
Il est inscrit au Registre national des lieux historiques depuis le 28 février 1980 sous le n° 80000953.

## Historique
Le phare a été allumé le 31 décembre 1890. Il sert à marquer l'entrée du chenal de Boca Grande vers le port de Charlotte. Il s’agit d’une demeure à deux étages bâtie sur pilotis en fer, avec la lanterne placée dans une tourelle au sommet du toit. Le gardien a vécu dans le phare. Une maison similaire (sans lanterne) construite à proximité était la résidence du gardien adjoint.
À l'origine, le phare de Port Boca Grande guidait les navires transportant du bétail du port de Charlotte à Cuba. Puis le minerai de phosphate de la région de la Peace River est devenu une cargaison importante dans les années 1890. La construction du chemin de fer du port de Charlotte à destination de Port Boca Grande en 1909 a entraîné une augmentation du trafic car celui-ci constituait un port sûr pour la navigation dans le Golfe.
Le phare a été désactivé en 1966 et abandonné par la Garde côtière en 1969. Les bâtiments se sont rapidement détériorés et, en 1970, l’érosion des plages a mis à nu les pilotis qui le soutenaient. Deux épines de roches ont été construites pour protéger le phare et du sable a été pompé pour construire la plage. Le comté de Lee a obtenu la propriété du phare en 1972. Les travaux de restauration ont commencé en 1985 et en 1986, la lumière a été remise en service.
En 1988, le bâtiment et les propriétés avoisinantes ont été cédés à l'État de Floride et sont devenus le Parc d'État de Gasparilla Island. En 1999, le phare et le musée historiques de Port Boca Grande ont été ouverts au public et sont gérés par la Barrier Island Parks Society.
Le feu est considéré comme une aide à la navigation et la salle des lampes est entretenue par l’équipe des aides à la navigation du poste de la Garde côtière américaine à St. Petersburg.

## Description
Le phare   est une tourelle carrée portant galerie et lanterne centrée sur une maison carrée en bois sur pilotis de 13,5 m de haut. La maison est peinte en blanc et la lanterne est noire.
Son feu à occultations émet, à une hauteur focale de 13 m, un long éclat blanc de 3 secondes par période de 4 secondes. Sa portée est de 12 milles nautiques (environ 22 km).

## Caractéristiques dufeu maritime
Fréquence : 4 secondes (W)
- Lumière : 3 secondes
- Obscurité : 1 seconde

Identifiant : ARLHS : USA-910 ; USCG : 3-1305 ; Admiralty : J3110 .

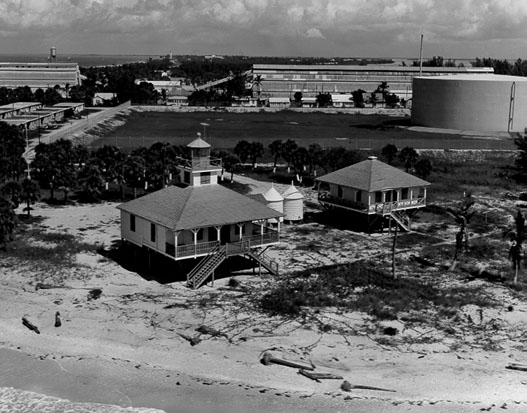
Le phare (photo USCG)
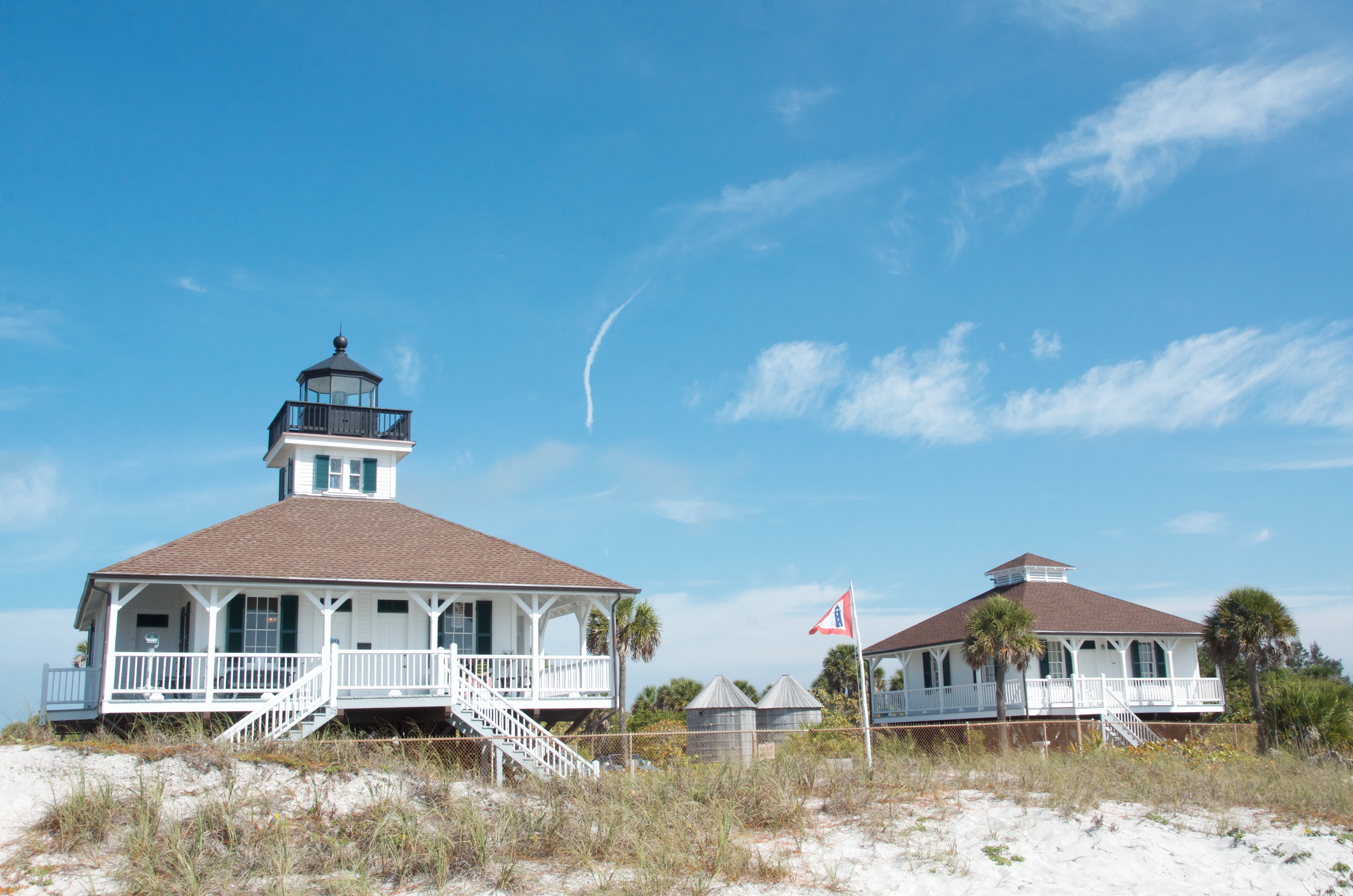
Le phare et le musée

### Lien connexe
- Liste des phares en Floride